# USS Robert H. Smith (DM-23)
USS Robert H. Smith (DD-735/DM-23) là chiếc dẫn đầu của lớp tàu khu trục rải mìn mang tên nó được Hải quân Hoa Kỳ chế tạo trong Chiến tranh Thế giới thứ hai. Con tàu được đật theo tên Đại tá Hải quân Robert H. Smith (1898-1942), Tư lệnh Hải đội 2 Hạm đội Tàu ngầm Thái Bình Dương, người đã tử nạn trong một tai nạn rơi thủy phi cơ. Nó đã hoạt động cho đến hết chiến tranh, xuất biên chế không lâu sau đó và bị bỏ không trong thành phần dự bị, cho đến khi bị rút đăng bạ và tháo dỡ năm 1971. Robert H. Smith được tặng thưởng năm Ngôi sao Chiến trận do thành tích phục vụ trong Thế Chiến II.

## Thiết kế và chế tạo
Robert H. Smith nguyên được đặt lườn như tàu khu trục DD-735 thuộc lớp Allen M. Sumner vào ngày 10 tháng 1 năm 1944 tại xưởng tàu của hãng Bath Iron Works ở Bath, Maine, và được hạ thủy vào ngày 25 tháng 5 năm 1944; được đỡ đầu bởi bà Robert Holmes Smith. Nó được xếp lại lớp như một tàu khu trục rải mìn với ký hiệu lườn DM-23 vào ngày 19 tháng 7 năm 1944 trước khi nhập biên chế vào ngày 4 tháng 8 năm 1944 dưới quyền chỉ huy của Hạm trưởng, Trung tá Hải quân Henry Farrow.

## Lịch sử hoạt động

### Trận Iwo Jima
Sau khi hoàn tất chạy thử máy ngoài khơi Bermuda, Robert H. Smith cùng một đoàn tàu vận tải đang trên đường đi sang khu vực Thái Bình Dương băng qua kênh đào Panama vào ngày 28 tháng 11 năm 1944, lần lượt đi đến San Pedro vào ngày 9 tháng 12, và Trân Châu Cảng vào ngày 21 tháng 12.
Robert H. Smith khởi hành vào ngày 27 tháng 1 năm 1945 để hộ tống cho một đoàn tàu vận tải thuộc Quân đoàn Đổ bộ 5 đi sang Iwo Jima. Trong những cuộc diễn tập chuẩn bị đổ bộ sau cùng được tiến hành ngoài khơi Saipan, nó đã giải cứu đội bay của một máy bay ném bom hạng nặng Boeing B-29 Superfortress bị rơi. Nó đi đến ngoài khơi Iwo Jima vào sáng sớm ngày D 19 tháng 2, và trong ba tuần lễ tiếp theo đã phục vụ như cột mốc radar canh phòng cách hòn đảo 50 mi (80 km) về phía Bắc, để cảnh báo bớm các đợt tấn công của đối phương và dẫn đường cho những máy bay tiêm kích làm nhiệm vụ tuần tra chiến đấu trên không (CAP). Nó cũng làm nhiệm vụ bắn phá bờ biển và hộ tống cho đội hình hạm đội vào ban đêm.

### Okinawa
Robert H. Smith khởi hành từ Iwo Jima vào ngày 9 tháng 3, hộ tống một đoàn tàu vận tải đi Saipan trước khi lên đường đi Ulithi, đến nơi vào ngày 13 tháng 3. Nó cùng một đội tàu quét mìn đi đến ngoài khơi Kerama Retto thuộc quần đảo Ryūkyū vào ngày 25 tháng 3, nơi nó hộ tống cho những hoạt động quét mìn chuẩn bị cho cuộc đổ bộ lên Okinawa sắp diễn ra. Con tàu đã phục vụ như cột mốc radar canh phòng và bảo vệ cho các tàu quét mìn rút lui vào ban đêm; và đã hai lần bị những máy bay tấn công cảm tử kamikaze tấn công. Khi diễn ra cuộc đổ bộ vào ngày 1 tháng 4, nó đã bảo vệ cho các tàu vận chuyển, rồi đến ngày 5 tháng 4 đã hộ tống một đoàn tàu vận tải rút lui trở về Guam. Khi quay trở lại ngoài khơi Okinawa vào ngày 21 tháng 4, nó đảm trách vai trò cột mốc radar canh phòng trong sáu tuần, chịu đựng nhiều đợt không kích và đã bắn rơi năm máy bay đối phương. Được thay phiên vào ngày 4 tháng 6, nó trải qua thêm vài ngày ngoài khơi Okinawa để bảo vệ cho khu vực vận chuyển và hỗ trợ cho cuộc tấn công đổ bộ lên Iheya Point. 
Vào ngày 13 tháng 6, Robert H. Smith chuyển sang nhiệm vụ hỗ trợ cho các hoạt động quát mìn tại một khu vực trong biển Hoa Đông gần Miyako Jima, về phía Nam quần đảo Ryūkyū. Chiến dịch được hỗ trợ trên không bởi một đội tàu sân bay hộ tống, và chiếc tàu khu trục rải mìn đã hoạt động như tàu dẫn đường chính cho những máy bay tiêm kích tuần tra chiến đấu trên không (CAP). Hoạt động này kéo dài cho đến ngày 25 tháng 6, và khu vực tiếp theo được quét mìn là phần Trung tâm của biển Hoa Đông, khoảng 100 mi (160 km) về phía Đông Thượng Hải. Trong chiến dịch này, ngoài vai trò dẫn đường tiêm kích, nó còn hoạt động như tàu thả phao tiêu radar và tàu tiếp liệu cho các tàu nhỏ. Đến tháng 7, nó rời Okinawa để hoạt động quét mìn tại một bãi mìn rộng lớn trong biển Hoa Đông, cách 100 mi (160 km) về phía Tây Nam đảo Kyūshū. Tuy nhiên đội của nó chỉ quét được khoảng một phần ba diện tích khu vực khi Nhật Bản chấp nhận đầu hàng vào ngày 15 tháng 8, kết thúc cuộc xung đột.

### Biển Hoàng Hải và biển Nhật Bản
Robert H. Smith và các tàu chiến khác bất ngờ được triệu hồi để gửi đến biển Hoàng Hải, nơi họ rà quét các tuyến luồng để phục vụ cho việc chiếm đóng các cảng tại Triều Tiên của Quân đoàn Đổ bộ 7. Đội đặc nhiệm của nó đã dẫn đầu các tàu vận tải đi qua tuyến luồng này vào ngày 7 tháng 9, rồi sau đó tiếp tục đi đến Sasebo để quét mìn các lối tiếp cận căn cứ chủ lực này của Hải quân Nhật Bản, mở đường cho các tàu vận tải chuyên chở lực lượng chiếm đóng đến Kyūshū, Nhật Bản. Sau khi hoạt động tại khu vực Sasebo trong nhiều tuần lễ, kể cả việc phải cơ động để né tránh một cơn bão, chiếc tàu khu trục rải mìn tham gia một nhóm các tàu quét mìn lớn để hoạt động tại eo biển Van Diemen về phía Nam Kyūshū. Sau đó nó hoạt động cùng một lực lượng quét mìn trong biển Hoàng Hải, và thực hiện một chuyến đi giữa Sasebo và Cơ Long, Đài Loan để phục vụ cho các tàu quét mìn tại khu vực eo biển Đài Loan rồi quay trở lại Sasebo ngang qua Thượng Hải.

### Sau chiến tranh
Robert H. Smith lên đường quay trở về Hoa Kỳ vào ngày 17 tháng 1, 1946, về đến San Francisco, California vào ngày 7 tháng 2. Đến ngày 29 tháng 1, 1947, con tàu được cho xuất biên chế và đưa về Đội San Diego, Hạm đội dự bị Thái Bình Dương. Nó bị bỏ không trong thành phần dự bị cho đến năm 1971, khi con tàu được khảo sát và được cho là không còn phù hợp để phục vụ. Tên nó được cho rút khỏi danh sách Đăng bạ Hải quân vào ngày 26 tháng 2, 1971.

## Phần thưởng
Robert H. Smith được tặng thưởng năm Ngôi sao Chiến trận do thành tích phục vụ trong Thế Chiến II.